# Wisselsing
Wisselsing ist ein Ortsteil der Stadt Osterhofen im niederbayerischen Landkreis Deggendorf.

## Lage
Wisselsing liegt im Gäuboden an der Staatsstraße 2114 etwa zwei Kilometer westlich von Osterhofen.

## Geschichte
Funde aus der Hallstattzeit verweisen auf die frühe Besiedelung der Gegend. Der Name des Ortes geht auf den Personennamen Wizzo zurück. Heinricus de Wizzensign trat 1249 in einer Tradition von Kloster Niederaltaich als Zeuge auf. 1273 wurde mit Roffel Friederich de Wizzensing erneut ein Niederaltaicher Lehensmann in Wisselsing genannt. Das Steuerregister von 1464 erwähnt Wisselsing als einen zum Pfleggericht Osterhofen gehörenden Ort. Der größte Teil der Güter war im Besitz von Kloster Osterhofen. 
1599 gab es die Obmannschaft Wisselsing im Amt Osterhofen. Zur Obmannschaft zählten außer Wisselsing noch die Orte Linzing, Kälbermühl und Unterviehhausen. 1752 war Wisselsing neben Osterhofen und Ettling einer von drei Amtssitzen des Landgerichtes Osterhofen.
1808 umfasste der soeben geschaffene Steuerdistrikt Wisselsing die beiden Sektionen Wisselsing und Niedermünchsdorf. Die Ruralgemeinde Wisselsing wurde 1821 gebildet. Sie kam vom Landgericht Deggendorf 1838 zum neu errichteten Landgericht Osterhofen und gehörte bei der Neuerrichtung des Bezirksamtes Vilshofen zu diesem.
Am 1. Januar 1972 wurde die Gemeinde Wisselsing, die außer Wisselsing die Ortschaften Haid, Kälbermühl, Klostermühl, Linzing und Neu-Wisselsing umfasste, im Zuge der Gebietsreform in Bayern aufgelöst und in die Stadt Osterhofen integriert.
In kirchlicher Hinsicht war Wisselsing ursprünglich eine Filiale der Pfarrei Kirchdorf. 1865 wurde sie Expositur und am 21. März 1909 erhob der damalige Passauer Bischof Sigismund Felix von Ow-Felldorf die Expositur zur  Pfarrei.

## Sehenswürdigkeiten
- Die barocke Pfarrkirche St. Peter und Paul wurde ab 1692 erbaut und am 26. Oktober 1726 geweiht. Der Spitzhelm des Turmes stammt aus späterer Zeit. Vorher hatte Wisselsing nur eine hölzerne Kapelle, die 1824 abgerissen wurde.

 siehe auch Liste der Baudenkmäler in Osterhofen-Wisselsing

## Bildung und Erziehung
- Kindergarten St. Barbara